# Goera ilo
Goera ilo is een schietmot uit de familie Goeridae. De
soort komt voor in het Oriëntaals gebied.